# Le Mans FC
Le Mans Football Club este un club de fotbal din Le Mans, Franța care evoluează în Championnat National. Clubul a fost înființat în anul 1985 ca rezultat al unei fuziuni între Union Sportive du Mans și Le Mans Sports Club și a purtat inițial numele Le Mans Union Club 72. În 2010, Le Mans și-a schimbat numele în Le Mans FC, după o remodelare a clubului care a însemnat și mutarea pe un nou stadion, MMArena, care a fost inaugurat în ianuarie 2011. Stadionul este construit în interiorul celebrului circuit auto din Le Mans.
Clubul a retrogradat din Ligue 2 la finalul sezonului 2019–20, stagiune încheiată prematur din cauza Pandemiei de Covid-19.